# Potassicsadanagaïta
La potassicsadanagaïta és un mineral de la classe dels silicats, que pertany al grup del nom arrel sadanagaïta. Va ser descrita originalment com magnesiosadanagaïta. El 1997 va passar a dir-se potassicmagnesiosadanagaïta, i una nova redefinició del grup de la sadanagaïta, aquesta l'any 2012, va provocar un nou canvi de nom, aquesta vegada al nom actual.

## Característiques
La potassicsadanagaïta és un silicat de fórmula química {K}{Ca₂}{Mg₃Al₂}(Al₃Si₅O22)(OH)₂. Cristal·litza en el sistema monoclínic. La seva duresa a l'escala de Mohs es troba entre 5 i 6.
Segons la classificació de Nickel-Strunz pertany a «09.DE - Inosilicats amb 2 cadenes dobles periòdiques, Si₄O11; clinoamfíbols» juntament amb els següents minerals: antofil·lita, cummingtonita, clinoholmquistita, grunerita, manganocummingtonita, manganogrunerita, permanganogrunerita, ferrofluoropedrizita, ferrifluoroleakeïta, actinolita, ferritschermakita, ferroactinolita, ferrohornblenda, ferrotschermakita, joesmithita, magnesiohornblenda, tremolita, tschermakita, cannilloïta, fluorcannil·loïta, parvomanganotremolita, fluorotremolita, potassicfluoropargasita, edenita, ferroedenita, ferrokaersutita, ferropargasita, hastingsita, kaersutita, magnesiohastingsita, pargasita, sadanagaïta, fluoroedenita, potassicferroferrisadanagaïta, potassicpargasita, potassicferrosadanagaïta, magnesiofluorohastingsita, potassicfluorohastingsita, potassicclorohastingsita, fluoropargasita, parvomanganoedenita, potassiccloropargasita, potassicferrocloroedenita, potassicmagnesiohastingsita, potassicferropargasita, cromiopargasita, ferro-taramita, barroisita, ferroferribarroisita, ferroferriwinchita, ferribarroisita, ferroferritaramita, ferroferricatoforita, ferrobarroisita, ferrorichterita, ferrowinchita, ferrokatophorita, ferritaramita, magnesiotaramita, richterita, winchita, taramita, fluororichterita, katophorita, potassicfluororichterita, potassicrichterita, ferrighoseïta, ferriwinchita, fluorotaramita, arfvedsonita, eckermannita, ferroeckermannita, ferroglaucòfan, glaucòfan, potassicmanganileakeïta, manganoarfvedsonita, ferrileakeïta, magnesioriebeckita, magnesioarfvedsonita, nyboïta, riebeckita, manganomanganiungarettiïta, ferroferrinyboïta, clinoferroferriholmquistita, ferrinyboïta, ferroferrileakeïta, ferroferrifluoroleakeïta, sodicferriclinoferroholmquistita, magnesiofluoroarfvedsonita, ferripedrizita, potassicferrileakeïta, fluoronyboïta, manganidellaventuraïta, fluoropedrizita, potassicarfvedsonita, ferriobertiïta, potassicmagnesiofluoroarfvedsonita, ferroferripedrizita, potassicmagnesioarfvedsonita, pedrizita, ferropedrizita, fluoroleakeïta i ferroferriobertiïta.

## Formació i jaciments
Va ser descoberta a l'illa de Myojin, al mar Interior de Seto (Prefectura d'Ehime, Japó). També ha estat descrita al Mont Somma (Campània, Itàlia). Aquests dos indrets són els únics de tot el planeta on ha estat descrita aquesta espècie mineral.